# Waxeneck
Waxeneck är ett berg i Österrike.   Det ligger i distriktet Baden och förbundslandet Niederösterreich, i den östra delen av landet, 40 km sydväst om huvudstaden Wien. Toppen på Waxeneck är 783 meter över havet, eller 16 meter över den omgivande terrängen. Bredden vid basen är 0,36 km.
Terrängen runt Waxeneck är huvudsakligen kuperad. Närmaste större samhälle är Berndorf, 6,4 km öster om Waxeneck. 
I omgivningarna runt Waxeneck växer i huvudsak blandskog. Runt Waxeneck är det ganska tätbefolkat, med 75 invånare per kvadratkilometer.